# Siphonophorae
Siphonophorae hay bộ Thủy tức ống là một bộ bao gồm những sinh vật sống ở biển trông giống như sứa, thuộc lớp thủy tức (Hydrozoa) của phân ngành sứa (Medusozoa) trong ngành thích ty bào Cnidaria. Theo World Register of Marine Species thì bộ này chứa 175 loài.
Mặc dù thủy tức ống có thể trông giống như một sinh vật riêng lẻ, nhưng mỗi mẫu vật trên thực tế là một sinh vật quần lạc, bao gồm các cá thể medusa và polyp chuyên biệt về mặt hình thái và chức năng. Các cá thể là các đơn vị đa bào phát triển từ một trứng được thụ tinh và kết hợp với nhau để tạo ra các quần lạc chức năng có thể sinh sản, tiêu hóa, trôi nổi, duy trì vị trí cơ thể và sử dụng chuyển động phản lực để di chuyển. Hầu hết các quần lạc là những sinh vật nổi, dài, mỏng và trong suốt sinh sống trên bề mặt biển khơi.
Giống như các loài thủy tức khác, một số thủy tức ống phát ra ánh sáng để thu hút và tấn công con mồi. Trong khi nhiều loài động vật biển tạo ra sự phát sáng sinh học màu xanh lam và xanh lục, thì một loài thủy tức ống trong chi Erenna là dạng sống thứ hai phát ra ánh sáng đỏ được tìm thấy (dạng đầu tiên là cá rồng không vảy Chirostomias pliopterus).

## Đặc điểm

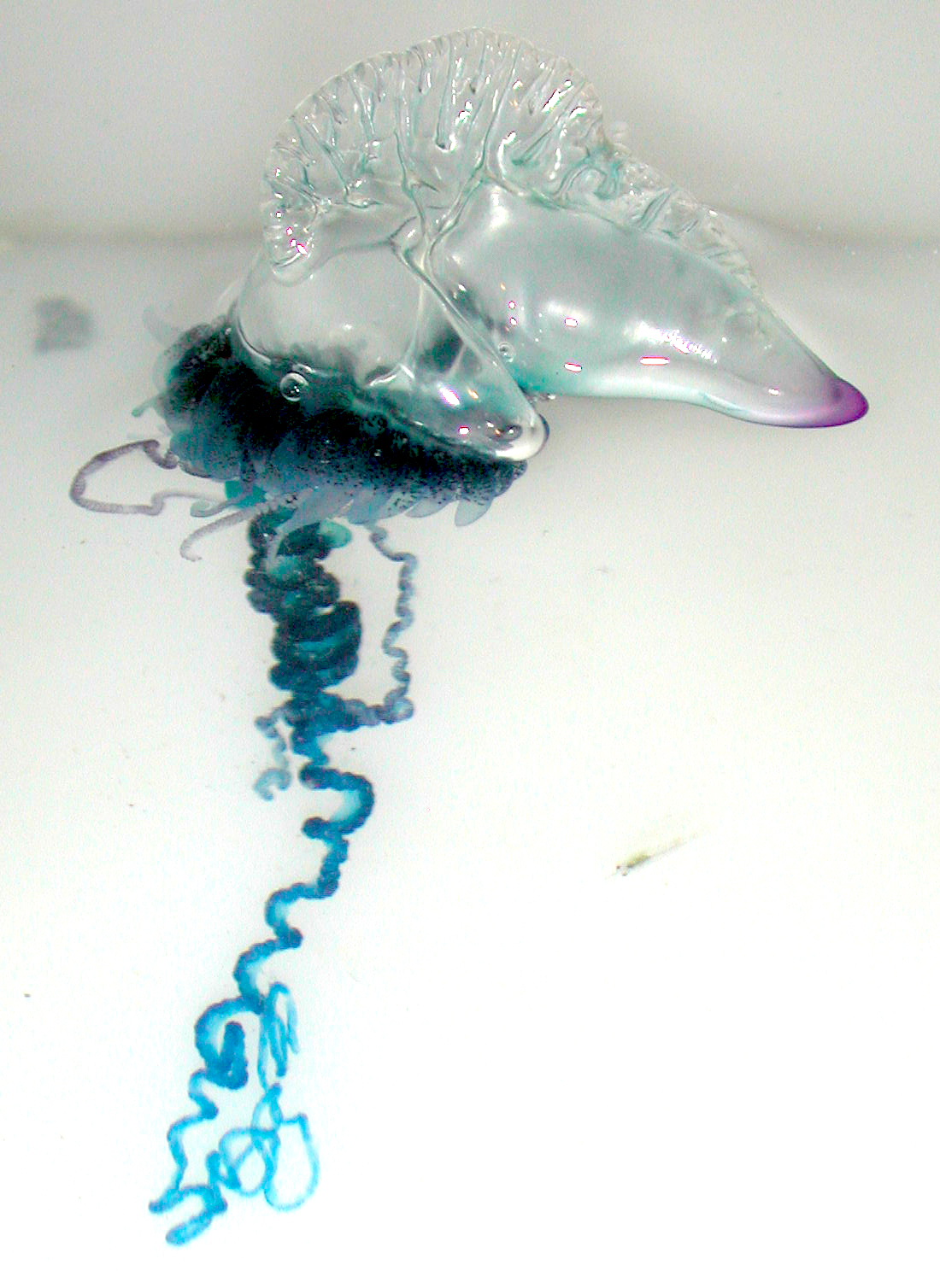
Physalia physalis

Siphonophorae mang một vẻ đẹp trông giống như những bông hoa của đại dương. Loài sinh vật này có thân hình dài, mỏng, nhìn trong suốt. Một vài loài biến thể khác của Siphonophorae khi sống ở những vùng nước sâu và tối thường có màu da cam hoặc đỏ.
Siphonophorae không phải là một sinh vật đơn độc mà là một quần thể tập hợp chung của nhiều cá thể nhỏ là zooid (á động vật). Mỗi zooid có nhiệm vụ riêng như tự vệ, sinh sản, ăn... góp phần vào cả quần thể nhưng phải dựa vào nhau để tồn tại, cùng nhau thực hiện chức năng sinh tồn. Dù tất cả zooid đều có thể tách rời khỏi quần lạc nhưng toàn bộ cá thể Siphonophorae vẫn phát triển từ một trứng độc lập.